# IPad (seconda generazione)

Logo di iPad 2

L'iPad 2 è la seconda generazione dell'iPad, il tablet computer sviluppato e prodotto dalla Apple Inc.. È stato presentato il 2 marzo 2011 e le principali innovazioni del prodotto sono il nuovo processore dual core Apple A5, la presenza di una fotocamera anteriore e una posteriore e un design più compatto, con un peso minore. Il dispositivo è compatibile con la Smart Cover, custodia di protezione magnetica sviluppata dalla stessa Apple. L'iPad 2 è commercializzato nei colori bianco e nero.

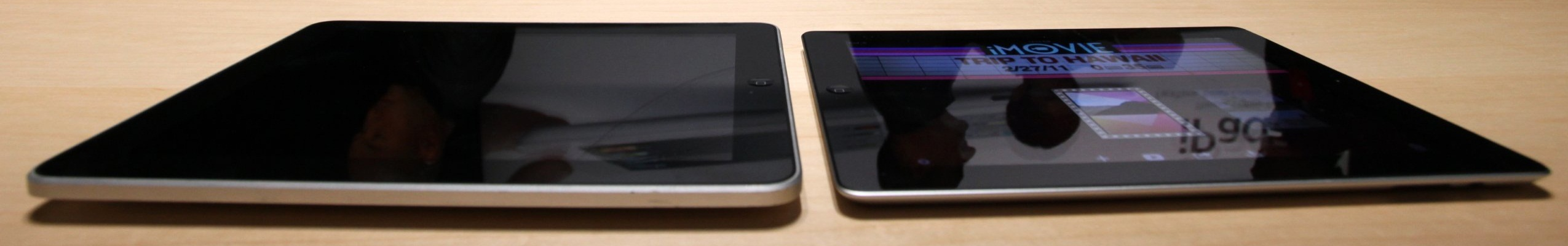
Un iPad 2 a confronto con il modello precedente.

## Storia

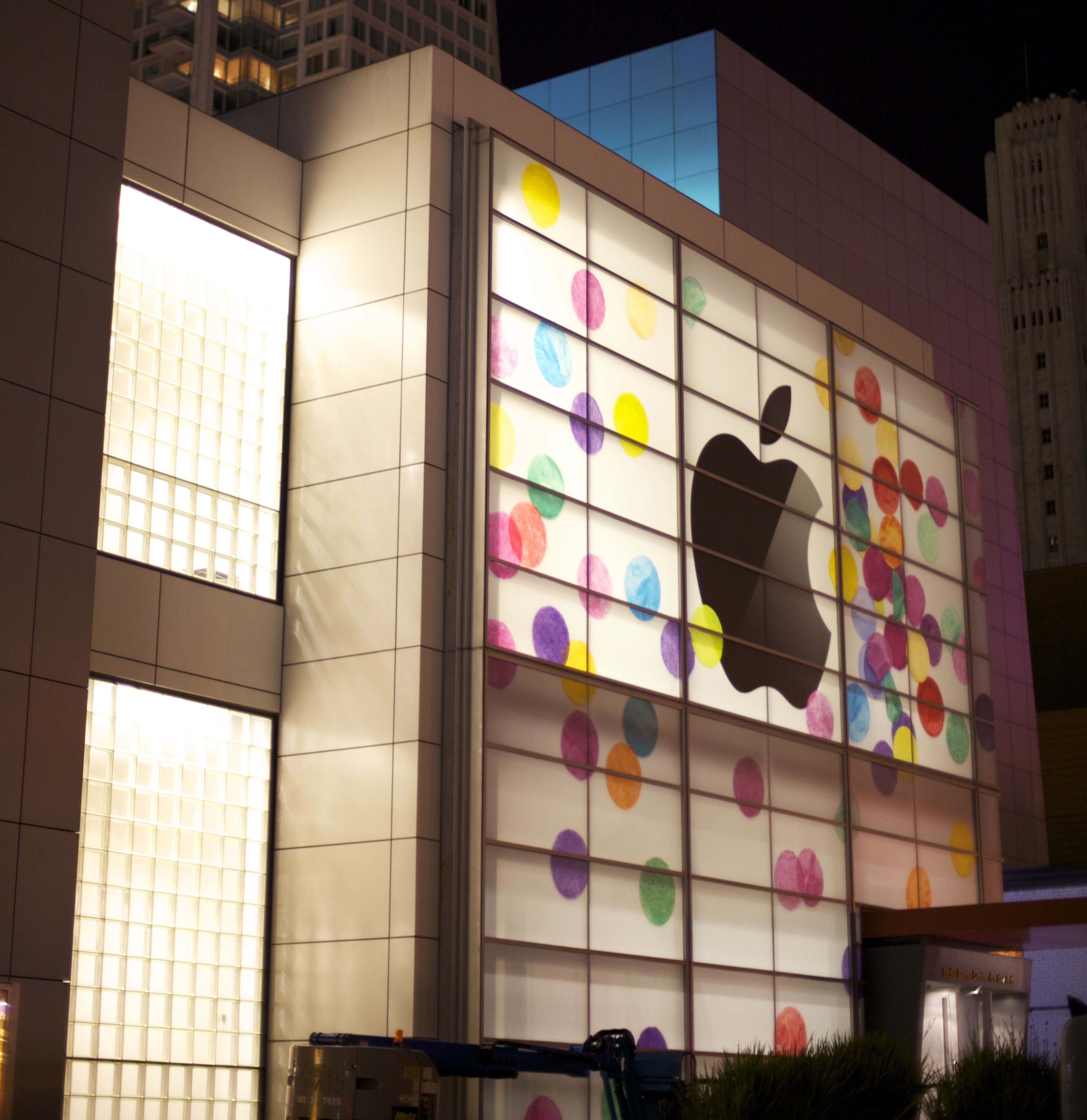
Yerba Buena Center for the Arts, dove si è tenuto l'evento di Apple.

L'ex amministratore delegato di Apple, Steve Jobs, ha presentato il tablet durante una conferenza stampa allo Yerba Buena Center di San Francisco il 2 marzo 2011. Durante la stessa presentazione è stata presentata la versione 4.3 del sistema operativo iOS che avrebbe equipaggiato il tablet e sarebbe stata fornita come aggiornamento gratuito per i dispositivi iOS dal 9 marzo dello stesso anno. Durante la presentazione sono state mostrate le versioni dei programmi iMovie e GarageBand sviluppate per il tablet. Infine è stata presentata la Smart Cover, una protezione per lo schermo che si aggancia magneticamente e che può fungere anche da supporto per il dispositivo. La commercializzazione del dispositivo negli Stati Uniti è iniziata l'11 marzo 2011, mentre la vendita in Italia ha avuto inizio il 25 marzo (in concomitanza con altri 19 Paesi).

## Hardware
Esteticamente la nuova revisione del tablet è simile al precedente; il fattore di forma del dispositivo non cambia, ma il dispositivo diventa il 33% più sottile, passando dai 13 millimetri del precedente modello agli attuali 8,8 millimetri. Questo è stato ottenuto grazie a un assottigliamento della batteria, dello schermo e a un diverso metodo di assemblaggio del dispositivo.
Il dispositivo monta il processore Apple A5 dual core che il produttore dichiara due volte più potente nell'esecuzione dei programmi rispetto al precedente Apple A4 e fino a nove volte più potente nell'elaborazione della grafica tridimensionale. Nello specifico è basato sul processore ARM Cortex-A9 MP, mentre la GPU è una PowerVR SGX543, da 8mm2 a 65 nm, multicore, aderente alle specifico openGL 2.1. Test indipendenti hanno mostrato che la GPU è dalle 3 alle 7 volte più potente rispetto alla precedente nell'elaborazione grafica. Il dispositivo è dotato di 2 moduli LPDDR2 DRAM da 256 MB l'uno, con bus a 1066 MHz. La memoria, come nel modello precedente, è incorporata nel PoP del processore A5 ed è il doppio del precedente modello.
Lo schermo è di tipo multi-touch widescreen lucido retroilluminato LED da 9,7", 1024x768 pixel a 132 ppi con tecnologia IPS, rivestito da un oleorepellente a prova di impronte, come per il precedente modello. È stato introdotto anche un giroscopio, non presente nel primo modello. Il tablet è dotato di una griglia posta nella parte posteriore del dispositivo che va a sostituire i tre diffusori della vecchia generazione di iPad.
Il nuovo iPad possiede due fotocamere: una frontale ed una posteriore.Quest'ultima è fotocamera con zoom digitale 5x in grado di eseguire registrazioni video HD (720p) fino a 30 fps con audio, mentre quella frontale è in grado di eseguire registrazioni video VGA fino a 30 fps con audio; il dispositivo è compatibile con FaceTime. Nel nuovo iPad è presente la funzione implementata già sull'iPhone 3GS "Tocca & metti a fuoco" per video e foto.
La batteria è in grado di fornire dieci ore di autonomia o un mese in stand-by ed è costituita da tre batterie litio-polimeri interne ricaricabili e non removibili da 25 wattora, equivalenti a 90 kJ. L'iPad 2, come il precedente iPad, utilizza le reti Wi-Fi 802.11a/b/g/n ed una tecnologia Bluetooth 2.1 + EDR. Il modello 3G inoltre supporta le reti UMTS/HSDPA/HSUPA e GSM/EDGE; questa versione possiede un sistema A-GPS.
Come l'iPad precedente, anche iPad 2 è ricaricabile grazie al connettore dock USB da 10 W, il quale può essere inserito nell'apposito adattatore per la corrente elettrica oppure inserito direttamente nel computer, che dovrà avere la potenza necessaria per far sì che il dispositivo si ricarichi. Computer piuttosto vecchi con porta USB non auto-alimentata potrebbero non supportare questa funzione.
iPad è fabbricato dalla cinese Foxconn.

## Software
Il nuovo sistema operativo iOS 4.3 ha introdotto diverse migliorie. Le principali sono un nuovo motore JavaScript per il browser Safari che incrementa le prestazioni fino al 60%, una nuova condivisione dei file audio e video tramite iTunes, un miglioramento della funzione AirPlay e la gestione di un hotspot personale (solo per l'iPhone 4) al fine di condividere la connessione internet con i dispositivi connessi via Wi-Fi o Bluetooth. Nel sistema operativo sono state introdotte le applicazioni FaceTime e Photo Booth. La prima applicazione implementa la videochiamata tra dispositivi che supportano il protocollo FaceTime, mentre la seconda serve a mostrare quanto inquadrato dalle videocamere, permettendo di alterare il flusso video con degli effetti grafici e di salvare le immagini o i video ottenuti. Insieme al sistema operativo sono state presentate le applicazioni iMovie 2 per iOS e GarageBand. Queste applicazioni sono vendute a parte e sono state ottimizzate per essere utilizzate sul tablet; iMovie non è compatibile con il primo iPad.
Il supporto per l'iPad 2 finisce nel mese di giugno, dopo l'annuncio ufficiale da parte di Apple durante la WWDC 2016. La sua ultima versione di iOS installabile è la 9.3.6.

## Successore
Il 7 marzo 2012, Apple ha presentato il Nuovo iPad (The New iPad) presso lo Yerba Center di San Francisco. Il tablet presenta numerose novità dell'hardware (processore A5X dual-core con grafica quad-core, Retina Display da 2048x1536 pixel, fotocamera da 5 megapixel capace di girare filmati in risoluzione 1080p). Il design rimane invariato, eccetto per il lieve aumento di spessore rispetto al precedente modello.